# A viagem
 (срп. Путовање) бразилска је теленовела, продукцијске куће Реде Глобо, снимана 1994.

## Синопсис
Прича почиње када Алешандре Толедо, богати размажени младић, који се у животу не бави ничим, осим пијанчењем и дрогирањем, проваљује у банкарску канцеларију, али га изненади чиновник којег напослетку упуца и убије. Алешандреа полицији пријављују његов старији брат Раул и зет Теодоро (Тео). Осим Раула, Алешандре има још мајку Мароку и сестре Дину и Естелу.
Дина је у браку с архитектом Теом и имају ћерку Патрисију. Власница је видеотеке и болесно је љубоморна на сваку жену која се нађе у Теовој близини. На тај начин је Тео практично затворен између четири зида, с обзиром на то да га Дина контролише и брани му изласке с пријатељима.
С обзиром на то да је најмлађи члан породице, Дина штити Алешандреа и уверена је у његову невиност. Како би Алешандре изашао на слободу, Дина тражи најбољег адвоката у граду, Отавија Жордаоа, који одбија да брани Алешандреа с обзиром на то да је убијени чиновник у банци био породични пријатељ.
Упркос бекству из затвора, Алешандре је пронађен и затворен. Након суђења и с изврсним Отавијевим аргументима који је засео на место помоћника тужиоца, Алешандре је осуђен на 18 година затвора. Alexandre се куне на освету Отавију, Раулу и Теу, те им прети како ће им уништавати животе и након смрти.
Неколико недеља касније, у потрази за дрогом, Алешандре се предозира у затворској болници и умре. Алешандреов дух потом одлази на место где се налазе све душе људи који су били зли или починили самоубиство и пронађе начин да уништава животе своје породице и познаника.
Дина презире Отавија због свега што се догодило њеном брату, али је он почео да се интересује за њу након што му се учинило да је познаје од раније. Отавио је удовац, отац двојице синова Отавио (Тата) и Едуардо (Дудуа), који живи на великом имању с гувернантом Глоријом и баштованом. Тато и Дуду презиру Дину због начина на који се она односи према Отавију.
Раул је у браку с размаженом богаташицом Андрезом, а у посету им често долази мила ташта Гиомар која иначе живи на имању ван града. Велики проблем њиховог брака је што Раул и Андреза не могу да имају децу.
Још једна битна фигура у свему томе је и лекар, Отавијев и Динин породични пријатељ Алберто који верује у спиритизам, религију која заступа мишљење да се све душе након смрти реинкарнирају. Алберто је првобитно био заљубљен у Дину, али се након неког времена зближава са Естелом, Динином сестром.
Естела живи са ћерком Беатриз у насељу након што их је напустио супруг и отац Исмаел. Беатриз криви Естелу што је отерала Исмаела и не верује да их је он напустио. Таман кад се Естела и Алберто зближе, Исмаел се враћа у њихове животе.
Од осталих ликова ваља споменути екипу из пансиона госпође Синиње, од којих треба издвојити Тиберија, Естелиног пријатеља и колегу с посла који такође верује у спиритизам и верује да има имагинарног пријатеља, заштитника. У истом блоку живе и Алешандреова бивша дјевојка Лисандра (Лиса), њен отац беспосличар Аженор и Лисин брат Зека који је музичар и има свој бенд.
Након што умре, Алешандре почне да прави смицалице у животима својих непријатеља - усмери Отавијевог сина Тата да почне да се дрогира, пије и туче жене и брата, уништава брак између Раула и Андрезе преко Гиомар која се из миле и драге женице претвори у праву роспију и за крај претвори Теа у насилника и алкохоличара. Дина и Отавио се заљубе једно у друго, као и Тео и Лиса. Једине две особе које знају за лош Алешандреов утицај су Алберто и Теова мајка Жозефа, такође поборник спиритизма.

## Улоге
| Глумац:            | Улога:                           |
| ------------------ | -------------------------------- |
| Кристијане Торлони | Дина Толедо Дијаз                |
| Антонио Фагундес   | Отавио Сезар Жордао              |
| Андреа Белтрао     | Лисандра Барбоса (Лиса)          |
| Гиљерме Фонтес     | Алешандре Толедо                 |
| Маурисио Матар     | Теодоро Дијаз (Тео)              |
| Лусиња Линс        | Естела Толедо Новаес             |
| Мигел Фалабела     | Раул Толедо                      |
| Лаура Кардозо      | Гиомар Муниз                     |
| Жонас Блок         | Исмаел Новаес                    |
| Јара Кортез        | Марока Толедо                    |
| Сузи Рего          | Кармем                           |
| Клаудио Кавалканти | Доктор Алберто Резенде           |
| Ари Фонтура        | Тиберио Кампос                   |
| Фернанда Родригес  | Беатриз Толедо Новаес (Бија)     |
| Таис де Кампос     | Андреза Муниз Толедо             |
| Наир Бело          | Серена Панзоти (Дона Синиња)     |
| Лолита Родригес    | Фатима Апаресида Домингес        |
| Ирвинг Сао Пауло   | Жозе Карлос Барбоса (Зека)       |
| Едуардо Галвао     | Мауро Ботељо Резенде             |
| Џон Херберт        | Аженор Барбоса                   |
| Фелипе Мартинс     | Отавио Сезар Жордао Млађи (Тато) |
| Денизе дел Векио   | Глорија Гусмао                   |
| Данијел Авила      | Едуардо Жордао (Дуду)            |